# Jan Allan
Jan Allan (* als Jan Bertil Allan am 7. November 1934 in Falun) ist ein schwedischer Jazz-Trompeter und Komponist sowie Physiker.

## Leben und Wirken
Allan begann seine Karriere 1951 als Pianist, zog nach Stockholm und wechselte dann zur Trompete als seinem Hauptinstrument. In dieser Zeit spielte er im Orchester von Carl-Henrik Norin; 1954/55 arbeitete er mit Lars Gullin/Rolf Billberg, 1955 bis 59 bei Carl-Henrik Norin. Gleichzeitig erwarb er sich einen Doktorgrad als Physiker. Trotz der relativ geringen Anzahl eigener Schallplatten gehört Allen zu den wichtigen Musikern des Modern Jazz in Schweden. Von 1960 bis 63 leitete er mit Billberg ein Quintett; er arbeitete dann in den 1960er Jahren u. a. mit Arne Domnérus, Georg Riedel und Bengt Hallberg. Von 1968 bid 1975 gehörte er der schwedischen Radio-Jazzgruppe an. Sein Album Jan Allan -70 erhielt 1970 einen Grammy als beste Jazzproduktion. Daran beteiligt waren Rolf Ericson, Nils Lindberg, Bobo Stenson, Jon Christensen und Rune Gustafson. Mit diesem und Georg Riedel spielte Allan 1992 das Trio-Album Sweet And Loverly ein. In starker Affinität zum West-Coast-Jazz von Gerry Mulligan und Stan Getz stand sein Album Software von 1998. Jan Allan komponierte außerdem die Musik zu den Filmen Picassos äventyr (1978), Sopor (1981) und Trollkarlen (1999).
Im Laufe seiner Karriere nahm Allan außerdem Alben mit Bosse Broberg, Benny Carter, Dorothy Donegan, Lars Gullin, Jan Johansson, Thad Jones, Roger Kellaway, Lee Konitz, Nils Lindberg, Georg Riedel, George Russell und Monica Zetterlund auf. 

## Preise und Auszeichnungen
Allan erhielt 2000 den Lars-Gullin-Preis. 2009 wurde er mit dem schwedischen Django d’Or als Master of Jazz und 2018 mit dem Jazzpreis der Königlich Schwedischen Musikakademie ausgezeichnet.